# Un digiunatore
Un digiunatore (Ein Hungerkünstler, letteralmente "Un artista della fame") è un racconto scritto da Franz Kafka. Venne pubblicato inizialmente nel periodico Die neue Rundschau nel 1922, e successivamente nel 1924 nella raccolta omonima.
Il protagonista del racconto è un "artista della fame", che esprime il digiuno estremo come forma d'arte; si tratta di un individuo emarginato e vittima della società in generale. 
La storia esplora temi familiari della poetica kafkiana, quali la morte e l'isolamento, l'arte e l'ascetismo, la povertà spirituale e l'inutilità o fallimento personale, il tutto all'interno d'una generale corruzione dei rapporti umani.

## Trama
La vicenda viene raccontata in modo retrospettivo attraverso la narrazione in terza persona, ed il narratore ripercorre le gesta del protagonista, un digiunatore, nei diversi decenni della sua vita; c'era un momento, inizialmente, in cui il pubblico assisteva meravigliato alle sue performance di professionista della fame. I suoi digiuni prolungati avvenivano all'interno d'una gabbia esposta al pubblico, a cui partecipavano anche gruppi di osservatori (solitamente tre macellai) il cui compito era d'assicurarsi che non mangiasse di nascosto.
Molti, nonostante questo, continuavano a rimanere convinti ch'egli imbrogliasse e si prendesse gioco degli spettatori. Tali sospetti infastidivano non poco l'artista della fame, che però non aveva modo di dimostrare la sua correttezza, visto che nessuno poteva rimanere a fianco della gabbia per tutto il tempo del digiuno. Questo tempo era di quaranta giorni ed era imposto dall'impresario che lo assisteva. Allo scoccare dell'ultima ora, però, il digiunatore trovava sempre questo limite temporale ingiusto ed arbitrario, in quanto gli impediva di migliorare il proprio record. A quel punto, pensava, sarebbe stato portato in trionfo nella gabbia in cui si trovava tra squilli di fanfare, e finalmente avrebbe potuto mangiare a sazietà; il promotore degli spettacoli invece temeva non per la sua salute, ma per il fatto che se il tempo si fosse allungato troppo l'interesse del pubblico avrebbe cominciato via via a scemare e l'arte del digiunatore avrebbe iniziato ad essere rifiutata.
Queste performance di digiuno, intervallate da periodi di recupero, si ripeterono per molti anni; il digiunatore, durante i suoi digiuni continuava a sentirsi insoddisfatto ed incompreso: se uno spettatore, osservando la sua apparente malinconia avesse cercato di consolarlo, gli avrebbe risposto furiosamente, scuotendo violentemente le sbarre della sua gabbia.
 L'impresario allora avrebbe punito tali esplosioni d'ira chiedendo al contempo scusa al pubblico e sottolineando che l'irritabilità era una conseguenza del digiuno prolungato; avrebbe poi iniziato a perorare la causa del digiunatore, lodando il suo nobile intento, ma mostrando anche alcune fotografie, scattate al quarantesimo giorno, in cui lui era esausto nella gabbia, che al contempo svalutavano i propositi del digiunatore. Alla vista di quelle foto il digiunatore ricadeva snervato sulla paglia, poiché riteneva che con quelle l'impresario distorcesse la verità: la conseguenza di una fine anticipata del digiuno (ovvero,  dal punto di vista del digiunatore, le foto mostravano il digiunatore a seguito dell'interruzione troppo anticipata del digiuno), era presentata come una causa e farlo smettere.
Ma ecco che da un giorno all'altro i gusti popolari presero un'altra direzione, per qualche ragione di cui l'autore dice di non essere a conoscenza (ma che si evince dalla fine del racconto), ed il digiuno in pubblico diventò una cosa fuori moda. L'artista della fame si trovò così a rompere i propri rapporti lavorativi con l'impresario e, fattosi assumere da un circo, sperava di poter finalmente compiere le imprese strabilianti di digiuno prolungato che aveva sempre desiderato compiere. Purtroppo, non essendo più l'attrazione principale,  gli venne assegnata una delle gabbie periferiche del circo, vicino a quelle degli animali.
Ora, anche se il luogo rimaneva facilmente accessibile e la folla passava davanti a lui, gli spettatori si dividevano spesso in due gruppi: quello di chi voleva passare per vedere gli animali e quell'altro che voleva fermarsi ad ammirare il digiunatore. In un primo momento il digiunatore attendeva con ansia che giungesse l'ora del passaggio del pubblico ma poi, poco per volta, si trovò a sentirsi sempre più irritato a causa del rumore che creava l'assembramento di persone; inoltre il fetore, i ruggiti e la carne che vedeva portata agli animali lo deprimeva sempre più.
Alla fine il digiunatore cominciò ad esser completamente ignorato; nessuno, nemmeno lui stesso, teneva più il conto dei suoi giorni di digiuno totali. Un giorno uno dei sorveglianti notò la sua gabbia che sembrava vuota, chiedendone il motivo agli altri; nessuno lo ricordava finché uno, vedendo anche i cartelli ormai tutti strappati, si ricordò del digiunatore. Assieme agli altri assistenti lo trovò, smuovendo la paglia, in punto di morte. L'artista chiese perdono, confessando che non vi era davvero alcun motivo perché lui dovesse essere ammirato, in quanto la ragione vera del suo digiuno era semplicemente che non riusciva a trovare il cibo di suo gradimento.
Il digiunatore venne sepolto insieme alla paglia della sua gabbia e sostituito da una pantera. Ad essa veniva sempre portato il cibo,  che lei gradiva senza fare storie. Gli spettatori cominciarono allora ad affollare entusiasti la gabbia, felici di vedere l'animale che trasmetteva la gioia di vivere e che sembrava non rimpiangere neanche la libertà; ed anzi sembrava portarla con sé, nascosta in qualche punto della dentatura.

## Edizioni
- Racconti, a cura di Ervino Pocar, Arnoldo Mondadori Editore, Milano 1970
- La metamorfosi e tutti i racconti pubblicati in vita, a cura di Andreina Lavagetto, Feltrinelli, Milano 1994
- Kafka e il digiunatore, di Raoul Precht, Nutrimenti Editore, Roma 2014